# Ляльвер
Ляльвер (груз. ლალვერი, карач.-балк. Лялвер) — гора высотой 4350 м, одна из вершин главного Кавказского хребта, самая западная вершина Безенгийской стены, которая находится в горном районе Безенги.

## Название
Название имеет сванское происхождение и отсылает, согласно трём версиям: 
1. к процессу посыпания землёй снега для ускорения его таяния;
2. к зимнему мифологическому празднику[2];
3. к сванскому личному имени Лялвер, либо конкретному человеку (охотнику)[3].

## Альпинизм
Подъём с севера начинается от перевала Нижний Цаннер и идёт сначала по крутому снежно-ледовому склону, затем по скалам (категория сложности 2A; с вершинной башни летят живые камни, особенно при таянии). При необходимости на вершине возможна организация ночёвки. 
Через Ляльвер ведут маршруты на пик Есенина, Гестолу (3Б), а также траверс всей Безенгийской стены и далее до Дыхтау (5Б). 

### История восхождений
Летом 1933 года на вершину поднялись члены швейцарской экспедиции на Кавказ Вернер Веккерт и Лоренц Саладин.